# مکینتاش (مینه‌سوتا)
مک‌اینتاش، مینه‌سوتا (به انگلیسی: McIntosh, Minnesota) یک شهر در ایالات متحده آمریکا است که در شهرستان پولک واقع شده‌است.

## خصوصیات
مک‌اینتاش ۲٫۵۹ کیلومترمربع مساحت و ۶۲۵ نفر جمعیت دارد و ۳۷۶ متر بالاتر از سطح دریا واقع شده‌است.